# 唐世礼
唐世礼（1952年2月—），女，布依族，贵州都匀人，中华人民共和国官员。

## 生平
唐世礼1968年9月参加工作，从1968年9月至1978年3月，历任都匀县新城区知青、供销社营业员，团山公社妇联主任、新城区委副书记、区妇联主任。其间，1972年9月加入中国共产党。1978年3月至1982年1月，入贵州民族学院政治系政治理论专业学习。1982年1月至1983年10月，担任中共都匀县委宣传部秘书。
1983年10月到1985年7月，唐世礼担任共青团黔南布依族苗族自治州委副书记、书记。1985年7月至1995年11月，历任中共黔南布依族苗族自治州委常委、共青团黔南布依族苗族自治州委书记、黔南布依族苗族自治州副州长、黔南布依族苗族自治州教委主任。其间，1992年9月至1993年7月，在中共中央党校中青班学习。1995年5月至1995年11月，挂职担任中华人民共和国财政部综合与改革司副司长。1995年11月至1998年2月，历任黔南布依族苗族自治州副州长，贵州省妇联党组副书记、贵州省妇联副主席。
1998年2月至2000年7月，唐世礼担任贵州省计生委主任、党组书记。2000年7月至2003年3月，历任中共贵州省委统战部副部长、贵州省工商联（贵州省商会）党组书记、副会长（兼）。其间，2001年3月至2002年1月，在中共中央党校中青班学习。2003年3月到2005年1月，历任贵州省民族宗教事务委员会主任、党组书记，贵州省政协文化卫生体育委员会副主任、民族与宗教委员会副主任。其间，2001年3月至2004年1月，在中共中央党校在职研究生班法学理论专业学习，取得中共中央党校在职研究生学历。2005年1月至2005年9月，先任贵州省政协副主席、贵州省民族宗教事务委员会主任、党组书记、贵州省政协民族与宗教委员会副主任，后改任贵州省政协副主席、贵州省民族宗教事务委员会主任、党组书记。2005年9月至2008年1月，专职担任贵州省政协副主席。2008年1月，当选为贵州省人大常委会副主任。 后来，她兼任贵州省人大常委会党组副书记。
她是第九届贵州省政协委员。 2008年3月，当选第十一届全国人大常委会委员、民族委员会委员。2013年3月，当选第十二届全国人大常委会委员。